# Diestota trogophleoides
Diestota trogophleoides är en skalbaggsart som beskrevs av Sharp 1908. Diestota trogophleoides ingår i släktet Diestota och familjen kortvingar. Inga underarter finns listade i Catalogue of Life.